# 大藪龍二郎
大藪 龍二郎（おおやぶ りゅうじろう、1971年7月17日 - ）は、日本の陶芸家・現代美術家。縄文文化に根ざした造形哲学と「野焼き」による制作手法を通じて、日本の精神的土壌と現代社会の接点を追求している。

## 略歴
1971年7月17日、母大藪淳子（旧姓鈴川淳子）の帰郷先である広島にて生まれる。画家・大藪雅孝の次男であり、従叔父に小説家・大藪春彦を持つ。2000年、東京藝術大学大学院美術研究科修士課程工芸専攻陶芸を修了。同大学で非常勤助手（2000～2004年）および非常勤講師（2008～2011年）を勤めた。やきもの作家として活動する一方、縄文実験考古学者としても知られる。2013年には中国・景徳鎮国際陶磁器博覧会現代陶芸コンペティションで銅賞を受賞。2019年にはアメリカ・コロラド州ボルダーに招聘され、北米大陸史上初の「縄文野やき」を成功させた。令和元年には武蔵御嶽神社拝殿大鏡前に陶製阿吽大口真神像を奉納。
東京都青梅市沢井にある「阿吽Labo」を拠点に活動している。

## 作風と思想
大藪は粘土を「生き物」と捉え、火との関わりのなかで形が変容し昇華していく過程に、生命の循環と芸術の根源を見出す。縄文人の精神性、自然との交感、山岳信仰などに着想を得た造形を特徴とし、しめ縄の原型ともいわれる土器を作るための道具「縄文原体」を用いた表現を展開している。

## 展示歴
- 2015年：「縄文の美」特別展
- 2017年：米国での縄文野焼き実施（詳細未確認）
- 2019年：船橋東武百貨店美術画廊にて個展
- 日本橋三越・船橋そごう・姫路での展示多数
- Boulder Museum of Contemporary Art（BMoCA、米国）にてLive 陶芸のパフォーマンスおよび作品展示

## 登壇歴
- 2025年：「Localization Day Japan 2025」分科会「縄文とローカリゼーション」登壇
- 2025年：「第16回 なぜ青梅でアートなのか」（合同会社ARTの地産地消主催）にてトーク登壇
- 2019年： 「縄文を極める」メキキユニバーシティ縄文編にて登壇　梅若能楽院会館

## 裁判
2021年8月、大藪は群馬県内での現行犯逮捕により大麻取締法違反で起訴された。保釈中に海外渡航を認められるなど“異例”な措置が取られた点でも注目を集めた。
裁判は2023年〜2025年にかけ前橋地方裁判所と東京高等裁判所で継続され、弁護団は証人申請・報告書提出・証拠の違法性などを主張。第10回公判（2024年1月30日）では、すべての証人申請が却下され、「違法収集証拠の排除」「職業・表現の自由の侵害」等が争点となった。
第11回公判（2024年3月29日）では、大藪が最終意見陳述で「負の歴史と犠牲者を積み重ねないでください」と訴えた。
弁護団と支援者は、証拠の信頼性や警察・検察の職務質問の手続的問題を指摘し、裁判費用の支援を呼びかける活動も展開している。
2025年2月に控訴審が終了し、同年6月には最高裁へ上告された。